# Егино I фон Урах
Егино I фон Урах-Детинген „Стари“ (на немски: Egino I von Urach, Egino I. von Dettingen der Ältere; † ок. 1050) от род Урах, е граф на Детинген на река Ермс в Баден-Вюртемберг. Потомците му стават графове на Урах.

## Биография
Той е син на граф Унруох, който вероятно е идентичен с Унрох III († 874), маркграф на Фриули, или на неговия баща от род Унруохинги. Унрох III е брат на римския император Беренгар I. Брат е на граф Рудолф фон Ахалм.
Братята имат собственост в Херцогство Швабия, в Цюрихгау и Тургау. Егино I е поддръжник на салическия император. Той купува Ахалм и ок. 1030 – 1050 г. строи замък Ахалм при Ройтлинген и го дава на брат си, който го завършва.

## Фамилия
Егино I се жени за Берта фон Калв или Кунегонда, дъщеря на граф Рудолф фон Райнфелден-Тетберге. Те имат децата:
- Егино II фон Урах († 1105), граф в Швигерстал (1091 – 1105)
- Гебхард II фон Урах († 1 март 1110), епископ на Шпайер (1105 – 1107)
- Куно фон Урах († 9 август 1122), кардинал-епископ на Палестрина, папски легат
- Мехтхилд, омъжена за Манеголд фон Зулментинген († 11 декември 1123, убит в битка при Вюрцбург, погребан в Цвайфалтен).